# لويس ألبرتو سانشيز رودريغيز
لويس ألبرتو سانشيز رودريغيز (بالإسبانية: Luis A. Sánchez)‏ (6 فبراير 1988 بتيخوانا في المكسيك - ) هو لاعب كرة قدم مكسيكي في مركز الوسط. لعب مع تيبورونيس روخوس دي فيراكروز.

## وصلات خارجية
- لويس ألبرتو سانشيز رودريغيز على موقع قاعدة بيانات كرة القدم.إي يو (الإنجليزية)
- لويس ألبرتو سانشيز رودريغيز على موقع Soccerway.com (الإنجليزية)